# Nightmare (Artie Shaw)
Pour les articles homonymes, voir Nightmare.
Clip vidéo
[vidéo] « Artie Shaw - Nightmare », sur YouTube
[vidéo] « James Bond Theme (Original Motion Picture Soundtrack) », sur YouTube
Nightmare (cauchemar, en anglais) est un standard de jazz de big band américain, composé et enregistré en 1938 par Artie Shaw chez Bluebird Records,, à titre de célèbre indicatif musical de son big band.

## Histoire
Ce standard lugubre de big band de l'ère du jazz est composé par Artie Shaw, inspiré d'airs de marche funèbre de jazz blues et de jazz funeral,,. 

## Reprises et adaptations
Le compositeur britannique de musique de film Monty Norman s'en inspire partiellement pour la composition de son James Bond Theme de 1962, repris, arrangé et orchestré par John Barry pour l'indicatif musical et le thème de tous les films de James Bond d'EON Productions,.

## Au cinéma
- 2004 : Aviator, de Martin Scorsese, avec Leonardo DiCaprio[9].